# Армянский квартал (Иерусалим)
Армянский квартал (арм. Հայկական թաղամաս Айкакан т’агамас; ивр. הרובע הארמני‎ ХаРова ХаАрмени; араб. حارة الأرمن‎ Харат аль-Арман) — самый маленький из четырёх кварталов Старого города Иерусалима, занимает площадь в 0,126 км², что составляет 14 % всей территории Старого города. Армянский квартал расположен в юго-западной части Старого города, южнее Яффских ворот, между башней Давида и горой Сион. Считается, что он расположен на месте дворца царя Ирода Великого. С запада и юга Армянский квартал защищают стены Старого города, с севера он соседствует с Христианским кварталом (отделён от него улицей Давида), а с востока — с Еврейским кварталом (отделён от него улицей Хабад). В Армянский квартал можно попасть через Яффские и Сионские ворота. Численность и плотность населения — наименьшая среди всех четырёх кварталов.
Несмотря на маленькие размер и численность населения квартала, армяне сохраняют независимость в Старом городе. Иерусалимский патриархат Армянской апостольской церкви, основанный в VII веке в статусе епархии, независим от иных христианских учреждений в Иерусалиме. Патриархат располагается в центре квартала в соборе Св. Иакова; на его железных воротах написано: «Эти ворота сооружены по инициативе патриарха Крикора в 1646 году». Патриархат владеет как землёй в квартале, так и значительной собственностью в других местах.

## История

### Происхождение
Первые армянские поселенцы появились в Иерусалиме, предположительно, уже в конце I века. В начале IV века  Армения, при царе Трдате III, стала первой страной, принявшей христианство в качестве государственной религии. Согласно свидетельствам, уже в IV в., после обнаружения в Иерусалиме христианских святых мест, в городе поселилось большое количество армянских монахов. В этом веке уже сооружались армянские церкви (считается, что возведение монастыря Св. Иаковов началось также в IV веке) Небольшая община монахов и паломников проживала на горе Сион, у Сионской горницы. Таким образом, иерусалимская армянская диаспора считается старейшей из существующих. В середине V века уже функционировал армянский скрипторий. Светская община — состоявшая из торговцев и ремесленников — сформировалась в VI веке в квартале горы Сион, где существовала армянская улица (Ruda Armeniorum)..

### Византийский, арабский и мамлюкский периоды
На Первом Двинском соборе (506 год) Армянская церковь откололась от остального христианского мира, отвергнув двойственную природу Христа, которая была узаконена Халкидонским собором 451 года. Таким образом армяне оказались в прямой конфронтации с мощной Византийской империей. Император Юстиниан (527—565) преследовал монофизитов-армян, считавшихся еретиками, принуждая их покинуть Иерусалим. Собственность общины Армянской Церкви была конфискована, а сама она изгнана.
Когда в 637 году византийцы уступили Иерусалим Праведному халифату, Армянская Церковь, стремясь вернуть утраченное, признала власть завоевавшего город халифа Омара ибн Хаттаба и согласилась по возвращении в Святой Город платить подушный налог. До этого момента в Иерусалиме был единственный христианский епископ; в 638 году армяне провозгласили своего собственного архиепископа Авраама.
С приходом в Иерусалим крестоносцев община стала разрастаться, образовав этнический квартал в том месте, где он находится сейчас. В середине XII века был в последний раз расширен монастырь Св. Иаковов, доминирующий над кварталом и ставший центром армянской общины Иерусалима. Квартал постепенно сформировался вокруг Собора. В 1311 году, во время правления мамлюков, архиепископ Саркис (1281—1313) принял титул патриарха, согласно декрету султана Мухаммада ан-Насира.
Если при власти фатимидских султанов армянские христиане страдали в равной степени с другими общинами, то в период мамлюкского правления (1250—1517) они обрели привилегированное положение. В 1340-х годах армянам было даже разрешено построить вокруг своего квартала стену. Это было важным знаком того, что мамлюкские правители не чувствовали угрозы со стороны квартала, поскольку разрушение стен являлось для мамлюкской власти стандартом — как способ предотвратить возвращение крестоносцев. Мамлюкское правительство также вырезало на западном входе в квартал декларацию на арабском, следующего содержания:
Приказ нашего хозяина Султана Джакмака [был издан], предусматривающий, что налоги, взимаемые [ахдаиха] ныне правителем города (?), в части платежей армянской общины [даир алармани], должны быть отменены, и требование предъявлено, чтобы эта отмена была вписана в Книгу Почёта в году 854 от Хиджры (1451 год н.э.). Всякий, кто возобновит платежи или вновь взыщет какой-либо налог или осуществит вымогательство – проклят, и является сыном проклятого, и будет на нём проклятие Аллаха.
Палестинский историк Муджир аль-Дин дал детальное описание пре-османского Иерусалима 1495 года. Он упоминает Дир ель-Арман (Монастырь армян), или Канисат Мар Я’куб (собор Св. Иаковов), «расположенный посредине южной части Армянского квартала, как он определялся в XIX веке. Армянский квартал (Харет эль-Арман будущих веков) был уникален среди кварталов Иерусалима тем, что являлся общиной, развивавшейся в течение многих лет вокруг Армянского монастыря».

### Османский, британский и иорданский периоды
Под османским управлением Иерусалим превратился в космополитичный город, где была успешно реализована религиозная толерантность, а разумному османскому администрированию удавалось поддерживать порядок в религиозных различиях между соперничающими христианскими церквями и мусульманами. В Оттоманский период (1517—1917) армянская община также умела находить язык с турецкими властями. Карк и Орен-Нордхейм писали: «В Армянском квартале, хотя и христианском, была представлена отдельная этническая группа со своим собственным языком и культурой, намеренная сохранить собственную идентичность и общность и минимизировавшая контакты с арабами и османскими властями из страха преследований». Однако армянская община Иерусалима была арабоговорящей (помимо армянского или европейских языков), и самоотождествлялась с палестинским обществом.
В 1538 году было завершено строительство нынешних стен Иерусалима согласно распоряжениям Сулеймана Великолепного. Эти стены, наряду со внутренними стенами, построенными армянами, определили конфигурацию квартала. В XVII—XVIII веках Армянский квартал расширялся и достиг сегодняшних границ; к XIX веку он обрёл свой современный облик. В XIX веке у большей части Армянского и Христианского кварталов имелись «щипцовые крыши в европейском стиле», в отличие от куполов, предпочитаемых в Мусульманском и Еврейском кварталах. В 1833 году армяне установили первый в городе печатный станок, а в 1857 году открыли теологическую семинарию. В 1855 году в Армянском квартале была основана первая в Иерусалиме фотомастерская. Школы для мальчиков (1840) и девочек (1862) были объединены в 1869 году под названием «Школа Святых Переводчиков», которая стала первой в Иерусалиме школой с совместным обучением.
Во время Первой Мировой войны Иерусалим был захвачен Британией; британская оккупация продлилась до 1948 года. Обе последовавшие затем в Палестине войны нанесли общине невосполнимый урон.
Во время войны за независимость Израиля в Армянском квартале нашли кров многие армяне со всей Палестины. Квартал пострадал от бомбардировок; для его защиты была сформирована армянская гражданская гвардия, вооружённая «кустарным оружием». Во время войны погибли более 40 армян ; большое число армян покинуло Иерусалим. После войны все четыре квартала Старого города оказались под контролем Иордании. Иорданский закон требовал, чтобы армяне и другие христиане «в частных христианских школах уделяли одинаковое количество времени Библии и Корану», и ограничивал рост церковной собственности.

### Израильский период
Во время Шестидневной войны 1967 года квартал оказался в зоне интенсивных бомбардировок, вызвавших многочисленные жертвы и разрушения. Многие пустовавшие здания отошли Еврейскому кварталу. Тем не менее, в памяти жителей квартала Шестидневная война осталась ассоциированной с чудом, после того как внутри Армянского монастыря были найдены две неразорвавшиеся бомбы.
После войны 1967 года Старый город Иерусалима попал под контроль Израиля. Израильское правительство предоставило компенсацию на ремонт всех без исключения церквей или святых мест в Армянском квартале, повреждённых во время боёв, независимо от того, кем были причинены повреждения.
Армянский архиепископ Шахе Аджамян, имевший тесные связи с израильскими муниципальными чиновниками, продал правительству Израиля «ценную собственность в Западном Иерусалиме и на территории к западу от стен Старого города», находившуюся в собственности Армянского Патриархата (большая часть которой была сдана Еврейскому национальному фонду или девелоперам), чтобы сделать возможным современный живописный ландшафт. В 1981 году разразился общественный скандал, когда попытка патриархата заменить Аджамяна натолкнулась на вмешательство со стороны израильского правительства. Позже было выявлено, что Аджамян, наряду с районным управляющим Иерусалима, были «вовлечены в получение взяток, контрабанду и валютные злоупотребления».
В настоящее время армянская община Иерусалима остаётся сплочённой и энергичной. Ныне её составляют в основном люди творческих профессий — художники, фотографы, серебряных и гончарных дел мастера. Армянская декоративная керамика из Иерусалима славится по всему миру. Среди студентов и преподавателей Еврейского университета в Иерусалиме (Иерусалимский Университет) в настоящее время около 150 армян, частично — жителей Армянского квартала Иерусалима.
Саймон Голдхилл пишет, что Армянский квартал, «в отличие от других кварталов, является формально организованным, высоко консервативным, ориентированным внутрь сообществом, толстые стены и закрытые двери которого тщательно оберегают его замкнутость». Армянский квартал «сплочён — некоторые сказали бы „изолирован“ — и смешанные браки в нём редки». Духовным центром квартала остаётся собор Св. Иаковов, известный святыней, почитаемой, как гробница Иакова, первого епископа Иерусалима. Патриархат, являющийся de facto администратором квартала, «выполняет функцию мини -государства всеобщего благосостояния». При Патриархате действует музей и библиотека, в которой насчитывается более 30 тыс. книг; некоторые манускрипты относятся к XIII веку. Квартал славится также библиотекой Галуста Гульбекяна, знаменитого мецената, много сделавшего для общины в первой трети XX века. В квартале есть национальные школы, работает множество магазинов.

## Демография
В документах 1562-63 годов указано всего 189 армян; в 1615-16 годах, согласно летописцу Симеону Лехаци, в Иерусалиме жили лишь около 12 армянских семей. Согласно документам 1690 года, османы насчитали в Иерусалиме 640 армян — рост на 239 %. Столь резкий рост приписывается урбанизации, которой подверглись армяне и другие христиане. Таким образом, к 1690 году армяне стали составлять 22,9 % от общего количества христиан Иерусалима, превратившись во вторую по численности христианскую общину.
В 1883 году 102 армянские семьи составляли третью по величине (8 %) христианскую общину Старого города, после греко-православных и латинских христиан. Помимо этих жителей, в том же году в монастыре Св. Иаковов проживали 46 армянских священников и монахов и 55 человек обслуживающего персонала. Согласно османской переписи Старого города 1905 года, население Армянского квартала составляло 382 человека, из которых армяне составляли менее одной трети (121 человек, или 31,7 %). Евреи (127 человек) составляли 33,2 %, христиане (94 человека) 24,6 % и мусульмане (40 человек) — 10,5 %. Евреи, численность которых немного превышала численность армян, «жили в его восточной части, ставшей во второй половине девятнадцатого века западной частью» Еврейского квартала.
Перед Первой Мировой войной в Палестине проживало около 2-3 тысяч армян, в основном в Иерусалиме. В Армянском квартале до начала XX века проживали преимущественно религиозные армяне; с 1915 года началось быстрое заселение Армянского квартала светскими людьми, бежавшими из Османской империи. Тысячи выживших после геноцида армян из Киликии (вилайет Адана) нашли приют в квартале начиная с 1915 года и далее; резкий рост численности общины был отмечен после геноцида армян в Западной Армении в 1917 году — за счёт беженцев с севера Турции. Не исключено, однако, что самих иерусалимских армян спас от грозивших бед захват Иерусалима британцами в 1917 году. Считается, что в 1925 году во всей Палестине проживало 15000 армян, большинство из них — в Иерусалиме (однако, британская перепись 1931 года показала лишь 3524 армян во всей Палестине). В период мандата их численность, по оценкам, достигла 20000 человек. В 1947 году около 1500 армян из Палестины репатриировались в Советскую Армению, обозначив тем самым начало длительного упадка армянского сообщества Иерусалима. Максимальное количество проживавших в Иерусалиме армян составляло 16 тыс. (1948 год).
Во время и после Шестидневной войны большинство семей покинуло город. Из-за отсутствия долгосрочного политического решения палестино-израильского конфликта для Восточного Иерусалима и «ощущаемого ими одиночества», число армян в Старом городе с 1967 по 2006 год ещё уменьшилось — почти наполовину, с 1598 человек до 790 человек. Тем временем, численность мусульманского населения увеличилась от 16681 до 27500 человек, а еврейского — от 0 до 3089 человек. Согласно Цолагу Момжяну, почётному армянскому консулу в Иерусалиме, по информации на 2009 год в Армянском квартале жили около 600 армян (из 2000 армян, проживавших в Иерусалиме в целом). В статье от 2011 года численность армян в Армянском квартале оценивается всего в 500 человек. During the 1972 Israeli census Armenians kept the «highest amount of residential segregation» in the Old City, with 89,2 % of them residing in the Armenian Quarter.
Несмотря на резкое снижение численности армян, «пребывание в Иерусалиме их церковных органов управления обеспечивает постоянное присутствие в городе определённого количества священнослужителей и некоторого числа мирян». Живущие в пределах Армянского квартала армяне в целом делятся на три категории. Первая состоит из монахов и священнослужителей (в 2002 году около 50 человек), живущих в монастыре. Миряне поделены на две группы: те, кто живёт на монастырской территории, и те, кто живёт в Армянском квартале, но вне монастырских стен. Внутри монастырских стен проживает около двух третей мирян. Они известны среди соседей, как ванкеци (վանքեցի, буквально «монастырские»); в 2002 году их насчитывалось до 700 человек. Они не платят за жильё, или платят символические суммы Патриархату. Тех, кто живёт вне монастырских стен, называют кагхакеци (քաղաքեցի, буквально «городские»). Их родословные уходят вглубь веков. Они платят только муниципальные налоги.
В 2013 г. численность армян во всём Иерусалиме составляла от 1000 до более 3000) человек, из них в Армянском квартале — не более 500. Некоторые проживают в квартале временно, обучаясь в семинарии или работая в качестве церковных функционеров. С каждым годом Армянский квартал все больше превращается из места проживания, в основном, в место работы или учёбы. Особенно, это касается молодежи (но и не только), многие семьи купили себе квартиры в новых комфортабельных районах Иерусалима с современной инфраструктурой и удобной стоянкой для машин. Только в иерусалимском районе Писгат-Зеев проживают более 200 армян, где в местном матнасе (культурном центре) существует секция по изучению армянской культуры и языка.
По данным праздничного буклета Иерусалимского муниципалитета к 48-й годовщине объединения города (15.05.2015) в Иерусалиме проживает 5,5 тыс. армян. Большая часть из них проживает вне стен Старого Города и значительная их часть проживает в совместных еврейско-армянских семьях, репатриировавшихся в Израиль после 1990 года. Многие иерусалимские армяне, особенно во время праздников, активно посещают армянские церкви и собор Св. Иакова в Армянском квартале Старого города.

## Политический статус
«Армяне в Иерусалиме стараются поддерживать хорошие отношения с арабами и израильтянами, однако они не отрицают, что на их общину повлияло существующее в городе напряжение. За последние два десятилетия армяне покидают Иерусалим в рекордных количествах из-за переживаемых городом экономических и политических неприятностей»
Большинство проживающих в квартале армян имеют израильское гражданство, как и практически все армяне Иерусалима живущие вне стен Старого города. Небольшая часть имеют статус «постоянные жители Иерусалима» — что дает им тот же экономический статус и привилегии, но не позволяет голосовать на выборах в израильский парламент (Кнессет).. С каждым годом число армян не имеющих израильского гражданства сокращается. Жители Армянского квартала активно участвуют в выборах в Кнессет (израильский парламент), на выборах 17 марта 2015 года на 2-х избирательных участках квартала проголосовало более 70 % жителей (выше, чем в среднем по Израилю). В прошлом газета The Jerusalem Post сообщала, что израильская бюрократия «считает иерусалимских армян палестинцами, что означает бесконечные проволочки при получении документов и трудности в аэропорту».
Согласно Reuters, Армянский патриархат на словах «разделяет взгляд, которого придерживаются, в основном, палестинцы-мусульмане», но на самом деле благодарен израильской полиции и армии за защиту и безопасность Армянского квартала. Начиная с 90-х годов жители Армянского квартала теряют экономические связи с арабским населением и все больше интегрируются в израильское общество, как социально, так и в вопросах совместного ведения бизнеса. Среди жителей Армянского Квартала появились строительные подрядчики, владельцы страховых компаний, владельцы гостиниц и ресторанов в разных районах Израиля. Особенно это касается молодежи, в частности немалого числа армян, студентов и преподавателей Еврейского университета в Иерусалиме (Иерусалимский Университет) и Музыкальной академии им. Рубина. Более 10 армян занимают руководящие должности в Иерусалимском муниципалитете, в частности заместитель главного инженера города. При этом часть армянского общества озабочена тем, что «Еврейский квартал, имеющий общую стену с Армянским кварталом, увеличится в связи с тем, что количество евреев в Старом городе продолжает расти, в то время как армянское население идёт на убыль». Согласно The Economist, «молчаливый политический консенсус среди армян состоит в том, что Старый город не должен быть ни палестинским, ни израильским, но скорее международным 'пространством', управляемым представителями всех трёх религий… и защищённым Организация Объединённых Наций и другими международными органами».

## Достопримечательности и учреждения Армянского квартала
Комплекс Армянского монастыря
- Здание Армянской патриархии Иерусалима
- Кафедральный собор Св. Иакова
- Церковь Св. Архангелов
- Церковь Св. Тороса
- Типография Св. Иакова (основана в 1833 году)[12]
- Семинария Алекса и Марии Манугян
- Школа Таркманчац (Св. Переводчиков) (около 150 учащихся)[12]
- Музей Эдуарда и Елены Мардиджиан
- Библиотека Галуста Гульбенкяна (в собрании около 100000 книг)[12]
- Хранилище рукописей, насчитывающее 3890 армянских рукописей — что делает его вторым по размерам в мире, после Матенадарана в Ереване[51].

Иное
- Башня Давида (Цитадель)[52]
- Монастырь Св. Марка (ассирийский монастырь с церковью XII века). Ассирийцы разделяют «с армянами общую веру, до некоторой степени, в монофизитские доктрины, и поэтому имели тенденцию к предпочтению проживания под 'зонтиком' более крупной и сильной армянской общины»[53].
- Монастырь Маронитов
- Церковь Масличного Дерева
- Монастырь Св. Креста
- Сионские ворота
- Площадь Омара ибн Эль-Хаттаба

## Галерея
- Армянский квартал
- Улица Армянского патриархата
- Монастырь св. Иаковов
- Вход в монастырь
- Армянские беженцы в монастыре Св. Иаковов
- Армянская марка 1997 года, изображающая Армянский квартал и монастырь Св. Иаковов
- Армянский ресторан на территории квартала
- Историческое армянское кладбище на горе Сион

## Комментарии
1. ↑  Западноармянское произношение: Айгаган т'агамас, чтобы отличить от армянских кварталов в других городах, часто называется «Армянским кварталом в Иерусалиме» (Երուսաղէմի հայկական թաղամաս в классической орфографии и Երուսաղեմի հայկական թաղամաս в реформированном написании Йерусагеми айкакан т'агамас)
2. ↑  Традиционно указывается 301 год н.э. Растущее число авторов настаивают, что правильной датой является 314 год, цитируя Миланский эдикт[5][6] Elizabeth Redgate пишет, что «консенсусом исследователей предпочтение отдаётся дате ок. 314 года»[7].